# Bałabanczewo
Bałabanczewo (bułg. Балабанчево) – dawna wieś w Bułgarii, w obwodzie Burgas, w gminie Sungurłare. Miejscowość wymarła. Na posiedzeniu Rady Ministrów 13 lutego 2013 r. podjęto decyzję o zamknięciu wsi Bałabanczewo z powodu braku stałych mieszkańców. Jej ziemia została przyłączona do miasta Sungurłare.